# Ana Kohler
Ana Isabel Kohler Gómez (Flor de Punga, Capelo; 27 de febrero de 1975) es una cantautora peruana de tecnocumbia y toada, que saltó a la fama como integrante del grupo musical Euforia desde finales de los años 1990s.[cita requerida]

## Biografía
Ana Isabel Kohler Gómez nació el 27 de febrero de  1975 en la localidad de Flor de Punga, proveniente de una familia de clase baja. Vivió sus primeros años en su ciudad natal hasta los 10 años, cuando se muda a Iquitos, donde mostraría su interés en el canto llegando a la adolescencia. Realizó sus estudios escolares en el Colegio Rosa Agustina Donayre de Morey en su zona.[cita requerida]
Comenzó su carrera artística a los 14 años, cuando Kohler se integra al Grupo Láser de Iquitos, la cual alternaría con otras figuras musicales como Jerry Rivera, Joe Arroyo y el conjunto Banda Blanca, siendo en esta última con quiénes tuvo negociaciones sin éxito, debido a que no llegaba a la mayoría de edad en aquel entonces.
Se muda a la capital peruana Lima inicialmente para estudiar la facultad de ciencias de la comunicación, complementando su incorporación a las agrupaciones musicales Bahía y Tecnoband en la dicha ciudad. Gracias a ello, le permitió a Kohler a  lanzarse como solista en 1996 lanzando su primer sencillo para Radiomar bajo el nombre de «Ilusión», la cual fue traducida al portugués, teniendo una gran aceptación por los oyentes, aunque la dicha emisora no supo que la intérprete de la dicha canción es una artista de su país, en referencia a ella.
Pero fue en el año 1999, cuando le llegaría la oportunidad de integrar a las filas de Euforia como reemplazo de la también cantante Ruth Karina. Con el dicho grupo musical, lanzó su primer y éxito símbolo musical: «El siqui siqui» para la disquera Iempsa, donde se ganaría la popularidad siendo invitada a los programas televisivos de la época, convirtiéndose éste en «la canción del 2000». Además interpretó sus siguientes sencillos: «Bum bum», «Sigo aquí», «Chacuchá» y «Mueve mueve».
Al año siguiente fue confirmada para interpretar «El baile del Chino» (conocido también como «El ritmo del Chino»), tema escrito por el político Carlos Raffo, para la campaña presidencial de Alberto Fujimori con su partido político Perú 2000. Sin embargo en una de sus entrevistas, Kohler afirmó no haber interpretado el dicho sencillo y verdaderamente fue la cantante Mónica Ceballos quién cantó el proyecto según las declaraciones de APDAYC.
Tras la disolución de Euforia, retomó su faceta solista con su grupo musical «Ana Kohler & Orquesta», que en la actualidad se desempeña como vocalista y figura principal. El año 2002 fue conductora de un espacio para la televisión peruana y al año siguiente, se mudó a Estados Unidos debido a su involucración en «El baile del Chino» con el objetivo de reelegir por tercera vez a Fujimori, en medio de los actos de corrupción durante su mandato, lo cual generó que no pudiera continuar su carrera musical en su país.[cita requerida] Durante 13 años vivió en Miami y en el 2017 regresó al Perú para retomar su faceta como cantante, presentándose a diferentes conciertos de Lima Metropolitana. Al año siguiente, lanza su álbum recopilatorio en solitario Fusión Pt. 2, mientras colaboró con John Kelvin en el reality show peruano El artista del año.
También participó en el programa concurso Yo soy como invitada en 2020 y como refuerzo en el año 2021.
Kohler fue partícipe del concierto de aniversario del grupo musical brasileño Axé Bahía en 2023. Además, que tuvo su propio programa web sobre emprendimiento en ese año.

## Discografía

### Álbumes
- 1997: Ilusion
- 1999: Euforia
- 2017: Fusión
- 2018: Fusión Pt. 2[cita requerida]
- 2022: Bajo tu cielo
- 2023: Mi corazón
- 2023: Ana Kohler Mix (en vivo)